# Targassonne
Targasonne (em catalão:  Targasona) é uma comuna francesa na região administrativa da Occitânia, no departamento dos Pirenéus Orientais. Estende-se por uma área de 7.80 km², e possui 190 habitantes, segundo o censo de 2018, com uma densidade de 24 hab/km².